# Chypre (thème)
Pour les articles homonymes, voir Chypre.

Les thèmes en Asie Mineure vers 950.

Les thèmes de l'Empire byzantin à la mort de Basile II en 1025.

Situation régionale vers 1135.

Le thème de Chypre est une province civile et militaire byzantine recouvrant l'île de Chypre à la suite de la reconquête de celle-ci par la flotte de Nicétas Chalkoutès en 965.

## Histoire
La reprise de l'île aux Arabes par Nicétas Chalcoutzès, permet aux Byzantins de recouvrer un point d'appui primordial en Méditerranée orientale, qui permet d'envisager une reconquête au moins partielle de la Syrie. Du fait de son importance stratégique, le thème de Chypre est souvent confié à des hommes ayant la confiance de l'empereur. C'est le cas d'Eumathios Philokalès, stratège du thème durant 20 ans (de 1093 à 1112 environ). Il succède à Rhapsomatès qui s'était dressé contre l'autorité impériale avant d'être vaincu par Jean Doukas. Le thème est alors pourvu d'une flotte en prévision d'opérations pour reprendre la Syrie et l'Égypte. Sous la direction de Philokalès, les habitants sont soumis à une lourde pression fiscale qui suscite des protestations, notamment de l'Église, sans déboucher sur une nouvelle révolte.
En 1099, Philokalès repousse une attaque pisane contre l'île et représente le basileus Alexis Ier Comnène auprès des chefs croisés. En outre, Chypre ravitaille à plusieurs reprises les états croisés du fait de sa richesse agricole. Il est possible qu'Eustathe Kamytzès y serve comme gouverneur entre 1108 et 1113. À la fin du XIIe siècle, Chypre sert de base à des prétendants au trône impérial : en 1184, un neveu de Manuel Comnène nommé Isaac, s'empare de l'île où il se fait proclamer basileus. Andronic Ier Comnène n'a pas les moyens de réduire cette rébellion et se venge sur la famille d'Isaac. En 1186, Isaac II Ange, le successeur d'Andronic Ier, tente de mettre fin aux despotes séparatistes de Chypre mais sa flotte est vaincue par celle de Margaritus de Brindisi, un amiral normand envoyé par Guillaume II de Sicile pour défendre Isaac Comnène. À la suite de cet échec, l'île échappe définitivement au contrôle de Constantinople et en 1191, Isaac Comnène, isolé, est facilement vaincu par Richard Cœur de Lion qui confie l'île aux Lusignans.